# Meldehund

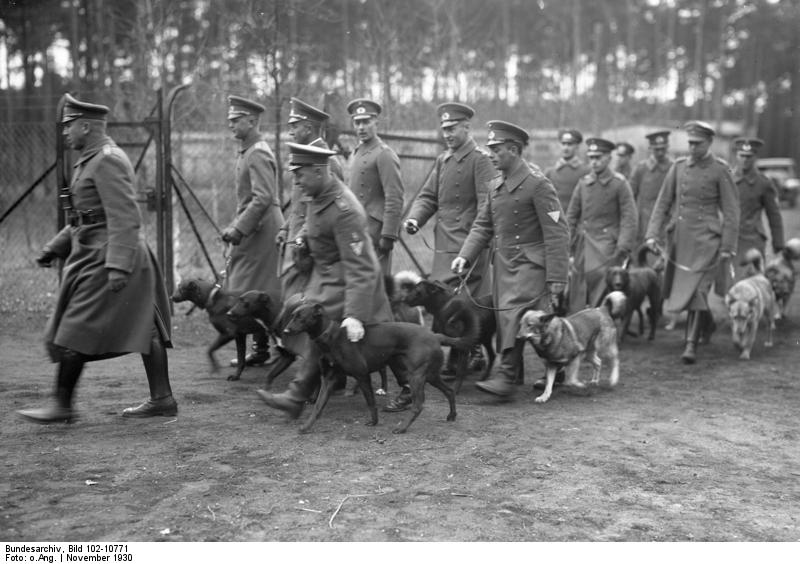
Meldehunde der Reichswehr im November 1930

Als Meldehund wurde in Deutschland im 20. Jahrhundert ein Hund bezeichnet, der militärische Nachrichten überbrachte. Meldehunde waren Diensthunde. Aufgabe des Meldehundes ist es im Ersten und Zweiten Weltkrieg gewesen, die Verbindung zwischen zwei Posten aufrechtzuerhalten. Die militärischen Nachrichten überbrachte der Meldehund in einer Kapsel, der sogenannten Meldekapsel, die an seinem Hals befestigt war. Auch transportierten Meldehunde in dafür angefertigten Geschirren Brieftauben. Meldehunde wurden zum Überbringen von Nachrichten eingesetzt, weil sie ein kleineres und beweglicheres Ziel darstellten als Meldegänger oder Fahrzeuge. Gleichwohl wurden auch sie beschossen und getötet. Mehr als 30.000 Kriegshunde im Ersten Weltkrieg sind als Meldehunde eingesetzt worden. Vielfach wurden sie auch von Privatpersonen rekrutiert.

## Ausbildung
Die Ausbildung der Meldehunde erfolgte auf unterschiedliche Art und Weise. Angesprochen wurden bei dieser der Hör- und der Geruchssinn des Hundes sowie sein Erinnerungsvermögen.
Durch Hin- und Herrufen zwischen zwei Hundeführern lernte der Hund zunächst, kurze Distanzen zu überwinden und sich die jeweilige Strecke einzuprägen. Im Verlauf der Ausbildung wurde die Distanz zwischen den Hundeführern so vergrößert, dass der Meldehund letztendlich Entfernungen von einigen Kilometern überwinden konnte.
Statt mit den Ohren lernte der Hund sich die Meldestrecke auch mit der Nase einzuprägen, indem eine Geruchsfährte mittels einer Tropfkanne ausgelegt wurde, die für ihn eine angenehm riechende Flüssigkeit enthielt. Meldestrecken von bis zu zehn Kilometern konnten dergestalt überwunden werden.

## Hunderassen
Eingesetzt als Meldehund wurde der Dobermann. Ebenso der Airedale Terrier. Auch der Deutsche Schäferhund gehörte zu den vorrangig infrage kommenden Hunderassen.